# Zygiometella perlongipes
Zygiometella perlongipes är en spindelart som först beskrevs av O. Pickard-Cambridge 1872.  Zygiometella perlongipes ingår i släktet Zygiometella och familjen käkspindlar.
Artens utbredningsområde är Israel. Inga underarter finns listade i Catalogue of Life.